# 22è Festival Internacional de Cinema de Berlín
El 22è Festival Internacional de Cinema de Berlín va tenir lloc entre el 23 de juny i el 4 de juliol de 1972. L'Os d'Or fou atorgat a la pel·lícula italiana I racconti di Canterbury dirigida per Pier Paolo Pasolini.

## Jurat
Es va anunciar que el jurat del festival estaria format per les següents persones:
- Eleanor Perry (president)
- Fritz Drobilitsch-Walden
- Francis Cosne
- Rita Tushingham
- Tinto Brass
- Yukichi Shinada
- Juli Coll i Claramunt
- Hans Hellmut Kirst
- Herbert Oberscherningkat

## Pel·lícules en competició
Les següents pel·lícules van competir per l'Os d'Or:
| Títol original                         | Director(s)              | País                  |
| -------------------------------------- | ------------------------ | --------------------- |
| Afternoon of a Champion                | Frank Simon              | Regne Unit            |
| Den forsvundne fuldmægtig              | Gert Fredholm            | Dinamarca             |
| Detenuto in attesa di giudizio         | Nanni Loy                | Itàlia                |
| Die bitteren Tränen der Petra von Kant | Rainer Werner Fassbinder | RFA                   |
| Hammersmith Is Out                     | Peter Ustinov            | Estats Units          |
| I racconti di Canterbury               | Pier Paolo Pasolini      | Itàlia                |
| João en het mes                        | George Sluizer           | Brasil, Països Baixos |
| L'udienza                              | Marco Ferreri            | Itàlia                |
| La casa sin fronteras                  | Pedro Olea               | Espanya               |
| La Vieille Fille                       | Jean-Pierre Blanc        | França                |
| Le Bar de la Fourche                   | Alain Levent             | França                |
| Lo B'Yom V'Lo B'Layla                  | Steven Hilliard Stern    | Estats Units, Israel  |
| Lukket avdeling                        | Arnljot Berg             | Noruega               |
| Man sku være noget ved musikken        | Henning Carlsen          | Dinamarca             |
| Olympia - Olympia                      | Jochen Bauer             | RFA                   |
| Reshma Aur Shera                       | Sunil Dutt               | Índia                 |
| Seokhwachon                            | Jin-woo Jeong            | Corea del Sud         |
| Smekmånad                              | Claes Lundberg           | Suècia                |
| The Hospital                           | Arthur Hiller            | Estats Units          |
| The Possession of Joel Delaney         | Waris Hussein            | Estats Units          |
| Top of the Heap                        | Christopher St. John     | Estats Units          |
| Tragovi crne devojke                   | Zdravko Randić           | Iugoslàvia            |
| Yakusoku                               | Kōichi Saitō             | Japó                  |

## Premis

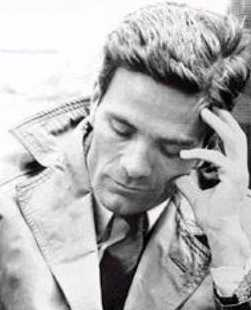
Pier Paolo Pasolini, guanyador de l'Os d'Or.

El jurat va atorgar els següents premis:
- Os d'Or: I racconti di Canterbury de Pier Paolo Pasolini
- Os de Plata a la millor direcció: Jean-Pierre Blanc per La Vieille Fille
- Os de Plata a la millor actriu: Elizabeth Taylor per Hammersmith Is Out
- Os de Plata al millor actor: Alberto Sordi per Detenuto in attesa di giudizio
- Os de Plata per a un assoliment singular excepcional: Peter Ustinov per Hammersmith Is Out
- Gran Premi Especial del Jurat: The Hospital de Arthur Hiller